# بچه‌های کوچک (فیلم)
بچه‌های کوچک (انگلیسی: Little Children) فیلمی آمریکایی در ژانر درام روان‌شناختی به کارگردانی تاد فیلد است که در سال ۲۰۰۶ به نمایش درآمد. این فیلم بر اساس رمانی به همین نام چاپ ۲۰۰۴ نوشتهٔ تام پروتا ساخته شده که فیلم‌نامهٔ فیلم را هم با تاد فیلد نوشته‌است. داستان آن دربارهٔ زنی خانه‌دار به‌نام سارا (کیت وینسلت) است که با همسایهٔ متأهل خود (پاتریک ویلسون) رابطه دارد. جنیفر کانلی، جکی ارل هیلی، نوآ امریک، گرگ ادلمن، فیلیس سامرویل و ویل لیمن از دیگر بازیگران فیلم هستند.
وینسلت با وجود داشتن دو فرزند، از ایفای نقش سکانش‌های جنسی که باید برهنه می‌شد عصبی بود. او این چالش را برای ارائه تصویری مثبت برای زنانی که به قول خودشان «بدن ناقصی» دارند، به عهده گرفت. ای. او. اسکات از نیویورک تایمز می‌نویسد وینسلت با موفقیت «غرور سارا را به اهتزار درمی‌آورد، به خودش شک دارد و تمایل‌گراست، الهام بخش ترکیبی از به رسمیت شناختن است، ترحم و نگرانی‌اش بسیار است و در آخر فیلم، چیزی شبیه به عشق را داراست.»
بچه‌های کوچک در چهل و چهارمین دورهٔ جشنوارۀ فیلم نیویورک که توسط انجمن فیلم مرکز لینکلن برگزار شد به نمایش درآمد. این فیلم نقدهای مثبتی از سوی منتقدان دریافت کرد و نقش‌آفرینی وینسلت و هیلی ستایش شد. این فیلم در هفتاد و نهمین دوره جوایز اسکار نامزد دریافت سه جایزه شده بود؛ بهترین بازیگر زن برای وینسلت، بهترین بازیگر نقش مکمل مرد برای هیلی و بهترین فیلم‌نامه اقتباسی برای تاد فیلد و تام پروتا.

## خلاصه فیلم
سارا پیِرس (کیت وینسلت) مادری ۳۰ ساله و خانه‌دار است. او در حال گرفتن دکترایش در زمینه زبان انگلیسی بود اما پس از ازدواج با ریچارد و به دنیا آوردن دخترش لوسی، مجبور به رها کردن تحقیقاتش می‌شود. او که بسیار افسرده‌است با بِرَد آدامسون (پاتریک ویلسون) آشنا می‌شود. برد مردی خوش چهره و پدری بی‌کار است که همسرش مخارج زندگیشان را تأمین می‌کند. در همین حین، فردی به نام رانی مَکگوروی که تمایلات جنسی نسبت به کودکان دارد از زندان آزاد شده و به محله ای که سارا و بِرَد در آن ساکن هستند بر می‌گردد. برد و سارا بیشتر وقت خود را با هم و در کنار بچه‌هایشان می‌گذرانند تا اینکه یک روز پس از برگرداندن بچه‌ها از استخر…

## بازیگران
- کیت وینسلت در نقش سارا پیرس
- پاتریک ویلسون در نقش برد آدامسون
- جنیفر کانلی در نقش همسر برد
- جکی ارل هالی در نقش رانی مکگوروی
- نوآه امریش در نقش لری هجز
- گِرِگ ادِل من در نقش ریچارد پیرس
- فیلیس سامرویل در نقش مادر جیمز مگوروی
- تای سیمپکینز در نقش ارون ادامسون
- هلن کری در نقش جین
- ترینی آلوارادو در نقش ترزا
- مارشا دیتلین در نقش شریل
- جین آدامز در نقش شیلا
- ریموند جی. بری در نقش باب
- ربکا شول در نقش لارول
- سارا جی. باکستون در نقش کِی
- ویل لیمن در نقش راوی داستان
- لیان ویتالی (حضور افتخاری)